# Милберг (Елбе)
Милберг (њем. Mühlberg/Elbe) град је у њемачкој савезној држави Бранденбург. Једно је од 33 општинска средишта округа Елбе-Елстер. Према процјени из 2010. у граду је живјело 4.437 становника. Посједује регионалну шифру (AGS) 12062341.

## Географски и демографски подаци
Милберг се налази у савезној држави Бранденбург у округу Елбе-Елстер. Град се налази на надморској висини од 91 метра. Површина општине износи 88,6 km². У самом граду је, према процјени из 2010. године, живјело 4.437 становника. Просјечна густина становништва износи 50 становника/km².